# City Circle

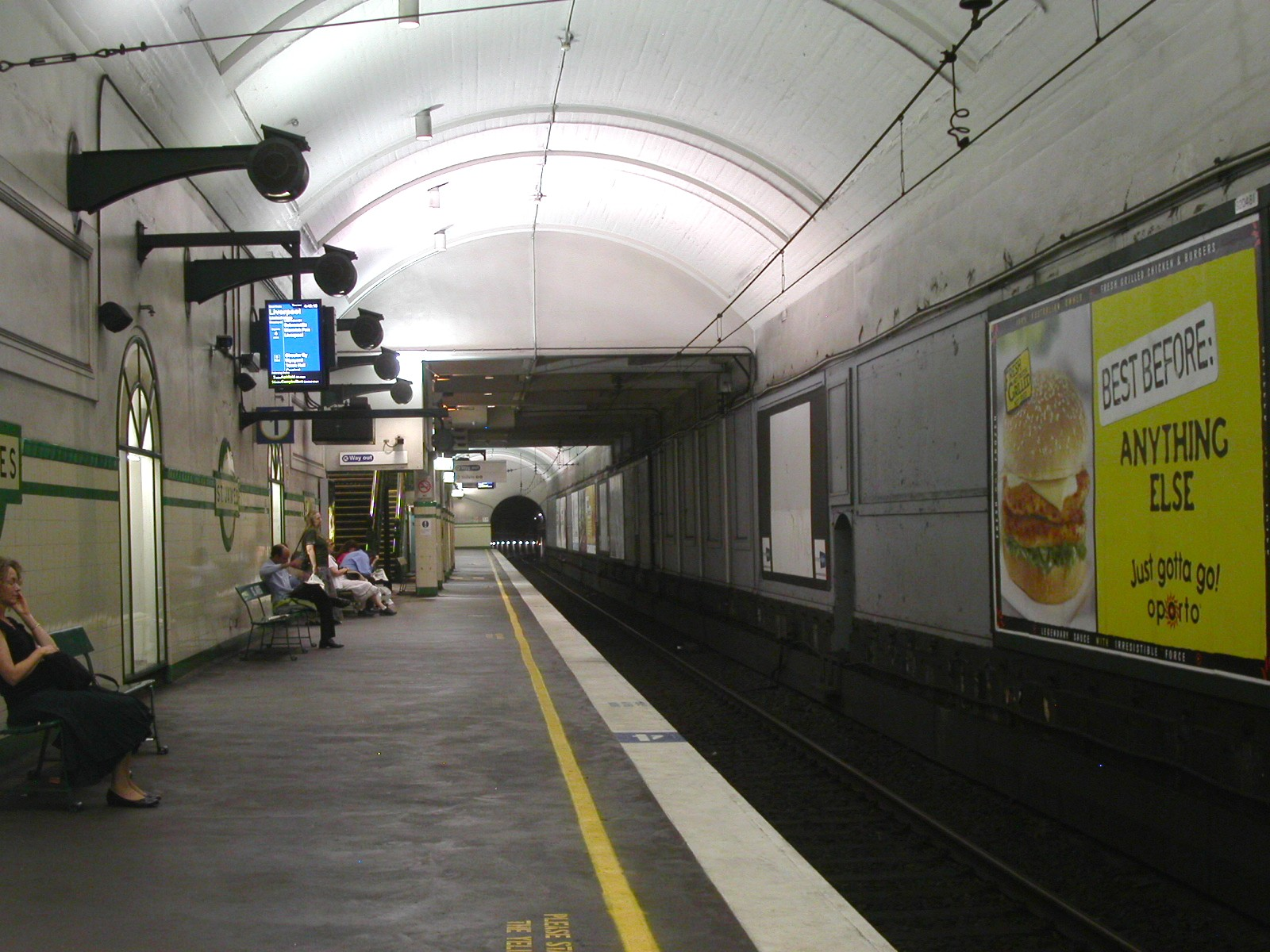
Station St. James

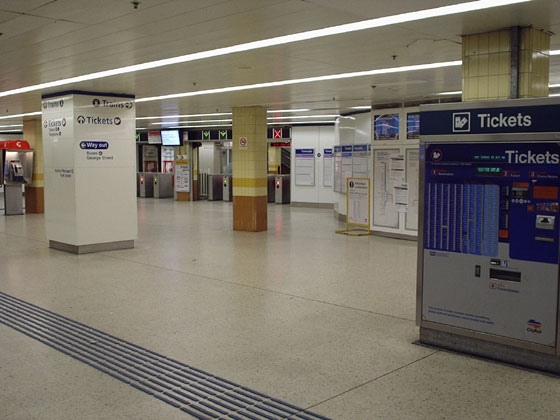
Toegang tot station Wynyard

De City Circle is een ondergrondse verbinding in het centrum van de Australische stad Sydney. Het is eigendom van CityRail.

## Geschiedenis

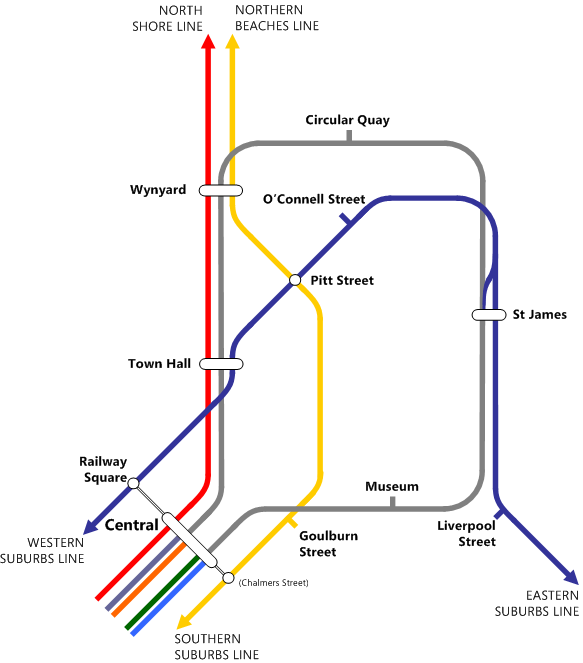
Het originele plattegrond van John Bradfield

De cirkel werd in de jaren twintig van de 20ste eeuw ontworpen door John Bradfield.